# 刘渠 (总兵)
刘渠（？—1622年），明朝末年将领。
刘渠原为京城巡捕营副将，以御史杨鹤推荐，擢总兵官，援救辽东。辽阳被围，广宁总兵李光荣不能救，反而断河桥截军民归路，总督文球弹劾将他罢免，以刘渠取代李光荣。王化贞驻广宁，经略熊廷弼驻右屯，总兵刘渠率军二万人守镇武，祁秉忠率军万人守闾阳，罗一贯帅三千人守西平。西平堡（今古城子乡古城子村）告急，熊廷弼派刘渠率镇武兵往援，在平阳遭遇后金兵，游击孙得功心怀异志，想要逃走。于是分兵为左右翼，稍稍推却，推刘渠、祁秉忠前。刘渠等人力战，多有杀伤。孙得功和副将鲍承先逃走，后军见到也逃走，于是明军大溃。刘渠战死。朝廷赠刘渠少保，左都督，增世荫三级，再荫指挥佥事。